# Stan natury (teoria decyzji)
Stan natury – każde z możliwych następstw wariantu decyzyjnego, niezależne od decydenta, ale mające wpływ na końcową wypłatę.
Przykłady:
- Podejmujemy decyzję, czy wziąć ze sobą parasol. Możliwe stany natury: będzie padać lub będzie słoneczna pogoda.
- Producent zastanawia się, czy wypuścić nowy produkt na rynek. Stany natury: produkt będzie się sprzedawać lub nie.